# آنتونیو موندا
آنتونیو موندا (ایتالیایی: Antonio Monda؛ زادهٔ ۱۹ اکتبر ۱۹۶۲) کارگردان فیلم، فیلم‌نامه‌نویس، نویسنده، مقاله‌نویس و روزنامه‌نگار اهل ایتالیا است. وی استاد مدرسه هنر تیش در دانشگاه نیویورک است.
از فیلم‌ها یا برنامه‌های تلویزیونی که وی در آن نقش داشته‌است می‌توان به زندگی در آب با استیو زیسو اشاره کرد.